# Daiki Yamashita
 (novembre 2020).
Si vous disposez d'ouvrages ou d'articles de référence ou si vous connaissez des sites web de qualité traitant du thème abordé ici, merci de compléter l'article en donnant les références utiles à sa vérifiabilité et en les liant à la section « Notes et références ».
Daiki Yamashita (山下 大輝, Yamashita Daiki), né le 7 septembre 1989 dans la préfecture de Shizuoka, est un seiyu japonais, interprétant notamment le personnage principal de My Hero Academia, Izuku Midoriya. Il est affilié à l'agence Arts Vision, qui regroupe de nombreux doubleurs japonais. En 2014, il a gagné le titre du Best Male Newcomer lors de la 8e saison du Seiyu Awards. Il est également bassiste dans un groupe de J-POP, portant le nom de Blast et membre dans de nombreux groupes en tant que chanteur.

## Filmographie

### Série télévisée d'animation
| 2013                                     | 2013             | 2014                               | 2014                  | 2015                                  | 2015            |
| ---------------------------------------- | ---------------- | ---------------------------------- | --------------------- | ------------------------------------- | --------------- |
| Nom de l'animé :                         | Personnage :     | Nom de l'animé :                   | Personnage :          | Nom de l'animé :                      | Personnage :    |
| Arata Kangatari                          | Suguru Nishijima | Ao Haru Ride                       | Naitō                 | Ace of Diamond (saison 2)             | Takuma Seto     |
| Chronicles of the Going Home Club (en)   | Roi démon        | Glasslip                           | Hiro Shirosaki        | Charlotte                             | Oikawa          |
| Gaist Crusher (en)                       | Rekka Shirogane  | Log Horizon (saison 2)             | Tōya                  | Divine Nanami                         | Mamoru          |
| Galilei Donna                            | Theo Escher      | Oreca Battle (en)                  | Val et Taddon         | Lance N' Masques                      | Yōtarō Hanafusa |
| Log Horizon                              | Tōya et Iwan     | Sailor Moon Crystal                | Gurio Umino           | Mikagura School Suite (en)            | Usamaru         |
| Silver Spoon                             | Yūichi Matsuyama | Psycho-Pass (saison 2)             | Moe Suzuki            | Rampo Kitan: Game of Laplace          | Sōji Hashiba    |
| Strike the Blood                         | Ryō Uchida       | Shōnen Hollywood                   | Kira Saeki            | Shōnen Hollywood -Holly Stage for 50- | Kira Saeki      |
| Tamako Market                            | Inuyama          | Space Dandy                        | Mio                   | Hokuto no Ken: Ichigo Aji (en)        | Bat             |
| Yowamushi Pedal                          | Sakamichi Onoda  | Sword Art Online II                | Jun                   | The Heroic Legend of Arslan           | Borna           |
|                                          |                  | The Irregular at Magic High School | Hagane Tomitsuka      | The Rolling Girls                     | Hitoshi         |
| Yowamushi Pedal                          | Sakamichi Onoda  | Triage X                           | Arashi Mikami (jeune) |                                       |                 |
|                                          |                  | Uta no Prince-sama (en)            | Shion Amakusa         |                                       |                 |
| Hetalia                                  | Ladonia          |                                    |                       |                                       |                 |
| Mobile Suit Gundam: Iron-Blooded Orphans | Danji Eire       |                                    |                       |                                       |                 |

| 2016                                          | 2016                              | 2017                                       | 2017              | 2018                                              | 2018                              |
| --------------------------------------------- | --------------------------------- | ------------------------------------------ | ----------------- | ------------------------------------------------- | --------------------------------- |
| Nom de l'animé :                              | Personnage :                      | Nom de l'animé :                           | Personnage :      | Nom de l'animé :                                  | Personnage :                      |
| Active Raid (en)                              | Dog                               | Fukumenkei Noise                           | Kanade Yuzuriha   | Beatless (en)                                     | Kengo Suguri                      |
| Assassination Classroom (saison 2)            | Rikuto Ikeda                      | Boruto: Naruto Next Generations            | Magire Kakuremino | My Hero Academia (saison 3)                       | Izuku Midoriya                    |
| Dimension W                                   | Lwai-Aura-Tibesti                 | Chain Chronicle ~Light of Haecceitas~ (en) | Aram              | Rokuhōdō Yotsuiro Biyori (en)                     | Tsubaki                           |
| Handa-kun                                     | Yukio Kondo                       | Yowamushi Pedal: New Generation            | Sakamichi Onoda   | Yume oukoku to nemureru 100-nin no ouji-sama (en) | Navi et chat Cheshire             |
| My Hero Academia                              | Izuku Midoriya                    | My Hero Academia (saison 2)                | Izuku Midoriya    | Phantom in the Twilight (en)                      | Roi Wayne                         |
| Prince of Stride: Alternative                 | Yuri Himemiya                     | Re:Creators                                | Sōta Mizushino    | Touken Ranbu: Hanamaru (en) (saison 2)            | Atsushi Toushirou et Imanotsurugi |
| Tonkatsu DJ Agetarō (en)                      | Agetarō Katsumata                 | Les Enfants de la baleine                  | Ryodari           | Jingai-san no Yome (en)                           | Tomari Hinowa                     |
| Twin Star Exorcists                           | Shinnosuke Kunizaki               | Sengoku Night Blood (en)                   | Yukimura Sanada   | JoJo's Bizarre Adventure: Golden Wind             | Narancia Ghirga                   |
| Food Wars!                                    | Mitsuru Sotsuda                   | Tsukipro The Animation                     | Sakuraba Ryota    |                                                   |                                   |
| Trickster (en)                                | Yoshio Kobayashi                  | Hitorijime My Hero                         | Mitsuru Fukushig  |                                                   |                                   |
| Uta no Prince-sama Maji LOVE Legend Star (en) | Shion Amakusa                     |                                            |                   |                                                   |                                   |
| Touken Ranbu: Hanamaru (en)                   | Atsushi Toushirou et Imanotsurugi |                                            |                   |                                                   |                                   |
| Re:Zero kara hajimeru isekai seikatsu         | Kan                               |                                            |                   |                                                   |                                   |

| 2019                                        | 2019                      | 2020                    | 2020              | 2021                                        | 2021         |
| ------------------------------------------- | ------------------------- | ----------------------- | ----------------- | ------------------------------------------- | ------------ |
| Nom de l'animé :                            | Personnage :              | Nom de l'animé :        | Personnage :      | Nom de l'animé :                            | Personnage : |
| Namu Amida Butsu!: Rendai Utena             | Karuraten                 | Cagaster                | Naji              | Hori-san to Miyamura-kun                    | Shū Iura     |
| Diamond no Ace: Act II                      | Takuma Seto               | Major 2nd               | Akira Nishina     | Log Horizon: Destruction of the Round Table | Tōya         |
| Demon Slayer: Kimetsu no Yaiba              | Yushirō                   | The Genie Family (en)   | Pūta              | Arrête de me chauffer, Nagatoro             | Senpai       |
| L'Attaque des Titans (saison 3)             | Falco Gleis               | No Guns Life (saison 2) | Tetsurō Arahabaki |                                             |              |
| Star-Myu: High School Star Musical 3 (en)   | Shion Kasugano            | Wandering Witch         | Ani               |                                             |              |
| Ensemble Stars!                             | Ritsu Sakuma              |                         |                   |                                             |              |
| The Ones Within                             | Akatsuki Iride            |                         |                   |                                             |              |
| Oresuki: Are You The Only One Who Loves Me? | Amatsuyu "Jouro" Kisaragi |                         |                   |                                             |              |
| Young Disease Outburst Boy                  | Yamato Noda               |                         |                   |                                             |              |
| No Guns Life                                | Tetsurō Arahabaki         |                         |                   |                                             |              |
| My Hero Academia (saison 4)                 | Izuku Midoriya            |                         |                   |                                             |              |
| Pokémon Journeys (saison 23)                | Gō                        |                         |                   |                                             |              |

### Original vidéo animation (OAV)
- Yowamushi Pedal (2013), Sakamichi Onoda
- Blue Spring Ride (2014), Naitō
- My Hero Academia: Save! Rescue Training (2016), Izuku Midoriya
- My Hero Academia: Training of the Dead (2017), Izuku Midoriya
- Oresuki: Ore wa Teinei ni Susumeru (2019), Amatsuyu "Jouro" Kisaragi
- Oresuki: Oretachi no Game Set (2020), Amatsuyu "Jouro" Kisaragi
- Boku no hīrōakademia THE MOVIE hīrōzu raijingu epirōgu purasu “yume o genjitsu ni” (2020), Izuku Midoriya
- My Hero Academia: Restez en vie! Entraînement à la survie (2020), Izuku Midoriya

### Film d'animation
- Yowamushi Pedal Re: Ride (2014), Sakamichi Onoda
- Tamako Love Story (2014), Inuyama
- Yowamushi Pedal Re: ROAD (2015), Sakamichi Onoda
- The Empire of Corpses (2015), Nikolai Krasotkin
- Yowamushi Pedal: The Movie (2015), Sakamichi Onoda
- My Hero Academia: Two Heroes (en) (2018), Izuku Midoriya
- Doraemon: Nobita no Takarajima (2018), Flock
- My Hero Academia: Heroes Rising (2019), Izuku Midoriya

### Jeu vidéo
- Akiba's Trip: Undead and Undressed (2013), Kaito Tachibana
- Gaist Crusher (en) (2013), Rekka Shirogane
- Age 12 (en) (2014)
- Gaist Crusher God (en) (2014), Rekka Shirogane
- Oreshika: Tainted Bloodlines (en) (2014),
- Senjō no Waltz (2014), Richard
- Yome Collection (2014), Sakamichi Onoda
- Granblue Fantasy (2014), jeune chat
- The Cinderella Contract (2014 - présent), Prince Cyril Evan Ingrays (Cyril)
- Tokyo Xanadu (en) (2015), Yuuki Shinomiya
- Yowamushi Pedal High Cadence to Tomorrow (2015), Sakamichi Onoda
- Ensemble Stars! (2015), Ritsu Sakuma
- Touken Ranbu (2015), Imanotsurugi et Atsushi Toushirou
- The Idolm@ster: SideM (2016), Kirio Nekoyanagi
- My Hero Academia: Battle for All (2016), Izuku Midoriya
- Tsuki no Paradise (2016 - présent), Sakuraba Ryouta
- My Hero Academia: Smash Tap (2017), Izuku Midoriya
- Dragalia Lost (en) (2018), Ricardt et Delphi
- My Hero: One's Justice (2018), Izuku Midoriya
- Food Fantasy (2018), Escargot, Tom Yum et Omurice
- Jump Force (2019), Izuku Midoriya
- Wizard's Symphony (2019), Volk Dartfang
- Astral Chain (2019), Harold "Hal" Clark
- Hero's Park (2019), Domyo Keito
- Pokémon Masters (2019), Tili ("Hau" en version originale)
- Grand Chase: Dimensional Chaser, Veigas Terre
- My Hero: One's Justice 2 (2020), Izuku Midoriya
- Fate/Grand Order (2020), Oda Nobukatsu
- Fire Emblem Heroes (2021), Kurthnaga et Colm